# Midfjorden
Midfjorden eller Mifjorden er en fjord eller et sund i Molde, Vestnes og Ålesund kommuner i Møre og Romsdal. Fjorden dannes af øerne Midøya og Otrøya og fastlandet i syd, fra Tautra til Dryna. Fjorden har indløb mellem Skor og Helland og går 23 kilometer mod øst, hvor Julsundet går nordover og Moldefjorden og Romsdalsfjordens hovedgren fortsætter videre østover mod Åndalsnes. Midfjorden er 2-3 km bred, over 200 meter dyb og fri for skær. Ved Dryna munder den ud i Harøyfjorden. Romsdalsfjorden i vid betydning omfatter også Midfjorden og alle strækninger og forgreninger indenfor. Midfjorden omtales også som en del af Moldefjorden.
På sydsiden af fjorden går tre fjordarme mod syd. Disse er Vatnefjorden, Vestrefjorden og Tomrefjorden. Øen Tautra ligger midt i fjorden nord for indløbet til Tomrefjorden. Møreaksen planlægger en undersøisk tunel fra Otrøy til fastlandet under Tautra. 
Midsund ligger i sundet med samme navn på nordsiden af fjorden. Af andre steder på nordsiden af fjorden finder man Sør-Heggdal og Nord-Heggdal. På sydsiden ligger Rekdal. Riksvei 661 går langs sydsiden av fjorden. Fylkesvej 202 går på nordsiden af fjorden på Otrøya, mens fylkesvej 204 går på sydsiden af Midøya og riksvei 668 går på sydsiden af Dryna.